# Pháp Dung
Pháp Dung (zh. fǎróng 法融, ja. hōyū), 594-657, là Thiền sư Trung Quốc, người sáng lập Ngưu Đầu tông. Sư là môn đệ của Tứ tổ Đạo Tín.

## Cơ duyên và hành trạng

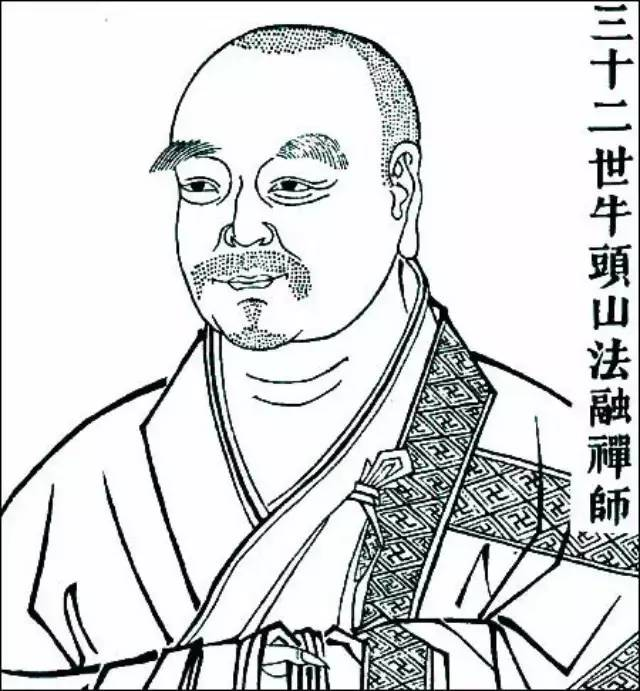
Thiền sư Pháp Dung.

Thuở nhỏ sư theo học Nho giáo và năm 19 tuổi đã thông kinh sử. Vì không hài lòng với những gì đạt được, sư chuyển qua tham học Phật pháp và đến núi Ngưu Đầu ở trong hang đá gần chùa U Thê, ngày đêm tu tập thiền định. Đạo hạnh của sư cảm hoá được cả thú rừng nên chúng đem hoa quả đến cúng dường. Tổ Đạo Tín nhân lúc qua đây xem khí tượng biết trên núi có bậc dị nhân, đích thân lên núi tìm sư. Sư ngồi thiền không để ý đến ai. Tổ thấy thế bèn hỏi:
"Ở đây làm gì?"
Sư đáp: "Quán tâm."
Tổ hỏi: "Ai quán, tâm là vật gì?"
Sư nghe không đáp được bèn đứng dậy làm lễ, hỏi và biết được Tổ là Thiền sư Đạo Tín. sư chỉ Tổ vào hang phía sau tạm nghỉ. Thấy thú dữ lăng xăng, Tổ ra vẻ sợ, sư hỏi:
"Ngài vẫn còn cái đó sao?"
Tổ hỏi lại: "Cái đó là cái gì?"

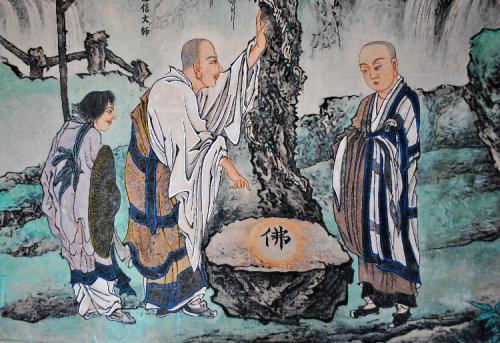
Bức họa mô tả cuộc vấn đáp giữa Tứ tổ Đạo Tín và Thiền sư Pháp Dung.

Sư không đáp được. Một lát sau, Tổ viết lên chỗ ngồi của sư chữ "Phật" (佛). Sư trông thấy giật mình, Tổ hỏi:
"Vẫn còn cái đó sao?"
Sư nghe không hội bèn làm lễ cầu xin chỉ dạy. Tổ bèn dạy:
"Phàm trăm ngàn pháp môn đồng về một tấc vuông. Diệu đức như hà sa thảy ở nơi nguồn tâm. Tất cả môn giới, định, huệ, thần thông biến hoá, cả thảy đều ở tâm ngươi… Không có tam giới có thể ra, không có Bồ-đề có thể cầu… Chỉ tâm ngươi tự tại, chớ khởi tham sân, chớ ôm lòng lo buồn, rỗng rang vô ngại, mặc tín tung hoành, chẳng làm việc thiện, chẳng làm việc ác, đi đứng ngồi nằm, mắt thấy gặp duyên thảy đều là diệu dụng của Phật. Vì vui vẻ không lo buồn nên gọi là Phật."
Sư hỏi: "Tâm đã đầy đủ, cái gì là Phật? Cái gì là tâm?"
Tổ đáp: "Chẳng phải tâm thì không hỏi Phật, hỏi Phật thì chính là tâm."
Sư hỏi: "Đã không khởi quán hạnh, khi gặp cảnh khởi tâm làm sao đối trị?"
Tổ đáp: "Cảnh duyên không tốt xấu, tốt xấu khởi nơi tâm, nếu tâm chẳng theo danh, vọng tình từ đâu khởi? Vọng tình đã chẳng khởi, chân tâm mặc tình biết khắp. Ngươi chỉ tuỳ tâm tự tại, chẳng cầu đối trị, tức gọi là Pháp thân thường trụ, không đổi thay."
Sư nhân đây đốn ngộ.

Sư trụ trì tại Ngưu Đầu sơn, học chúng đến rất đông. Sau có vị quan thỉnh sư đến chùa Kiến Sơ hoằng hoá. sư nhận lời cầu thỉnh đến chùa Kiến Sơ nhưng chỉ một năm sau (657), ngày 23 tháng giêng, sư viên tịch tại đây, thọ 64 tuổi, 41 tuổi hạ.